# 莲荷乡 (嘉禾县)
莲荷乡原属湖南省嘉禾县下辖乡镇。2012年4月撤销，撤销时，城关镇、钟水乡、石羔乡、莲荷乡]]成建制合并设立[[珠泉镇。撤销前，莲荷乡下辖莲荷社区、石丘村、石燕村、莲荷村、平世村、楼胡村、大田岭村、小凤村、松家村、水溪村、富阳村共计10行政村1社区。